# Ołeh Hołowań (ur. 1974)
Ołeh Dmytrowycz Hołowań (ukr. Олег Дмитрович Головань, ros. Олег Дмитриевич Головань, Oleg Dmitrijewicz Gołowań (ur. 1 października 1974 w Sofijiwce) – ukraiński trener piłkarski i piłkarz grający na pozycji pomocnika.